# قلمرو اوواجیما
قلمروی اواجیما (به ژاپنی: 宇和島藩 Uwajima-han) یک قلمروی فئودالی در ولایت ایو در ژاپن در طی دوره ادو بود. این قلمرو امروزه با استان اهیمه مطابقت دارد.